# Сабуровка (Саратовская область)
Сабу́ровка — село в Гагаринском районе Саратовской области России. 1 января 2022 года вошло в состав городского округа Саратова.

## История
На берегах реки Волга в XVII век было основано село Сабуровка. Своё название получило от имени владельца и основателя Замятина Сабурова.

## Физико-географическая характеристика
Село расположено на севере Саратовского района, на берегу реки Волга. Расстояние до административного центра муниципального образования села Шевырёвка составляет 12 километров. До областного центра составляет 31 км. С областным центром посёлок связан автотрассой и регулярным автобусным сообщением. Рядом с селом построен и введён в эксплуатацию современный транспортный комплекс аэропорт Гагарин. Построена пристань для доставки пассажиров из города Саратов до аэропорта речным транспортом.
Климат
Климат в Сабуровке умеренно-холодный со значительным количеством осадков. Даже в засушливый месяц наблюдается много дождя (согласно классификации климатов Кёппена — Dfa). Среднегодовая температура в Сабуровке - 6.8 °C. 444 mm - среднегодовая норма осадков. Самый засушливый месяц - Март с осадками 26 mm. Большая часть осадков здесь выпадает в Июле, в среднем 43 mm.
| Показатель                            | Янв. | Фев. | Март | Апр. | Май  | Июнь | Июль | Авг. | Сен. | Окт. | Нояб. | Дек. | Год |
| ------------------------------------- | ---- | ---- | ---- | ---- | ---- | ---- | ---- | ---- | ---- | ---- | ----- | ---- | --- |
| Средняя температура, °C               | −9,7 | −9,3 | −3,5 | 8,6  | 16,2 | 20,9 | 22,8 | 21,2 | 15   | 7    | −1    | −6,4 | 6,8 |
| Норма осадков, мм                     | 40   | 28   | 26   | 26   | 36   | 42   | 43   | 43   | 40   | 35   | 43    | 42   | 444 |
| Источник: Сабуровка (норма 1982-2012) |      |      |      |      |      |      |      |      |      |      |       |      |     |

Часовой пояс
Сабуровка, как и вся Саратовская область, находится в часовой зоне МСК+1. Смещение применяемого времени относительно UTC составляет +4:00.
Уличная сеть
В селе восемь улиц: 40 лет Победы, Молодёжная, Садовая, Зелёная, Новая, Прудовая, Ленина, Школьная. Также к селу относятся 22 территории садово некоммерческих товариществ.

## Население
| 2002 | 2010 |
| ---- | ---- |
| 400  | ↗427 |

Население составляет 377 человека (на 1 января 2019 года), насчитывается 116 дворов.

## Экономика
На территории села действуют 3 предприятия розничной торговли. Успешно работают сельскохозяйственные предприятия и фермерские хозяйства.
Крупнейшее КФХ Ерёминой специализируется на производстве продукции овощеводства и растениеводства, хозяйством осваиваются новые формы работы, высажены и осуществляется уход за фруктовыми садами и виноградниками.

## Инфраструктура
В населённом пункте работают:
- детский сад[9],
- общеобразовательная школа,
- дом досуга,
- филиал межпоселенческой библиотеки, книжный фонд которой составляет 2391 экземпляр, оформлена подписка на 12 наименование периодических изданий. Пользуются учреждением 125 человек[10];
- фельдшерско-акушерский пункт[11].

Село полностью газифицировано, имеются 10 номеров стационарной телефонной связи.
В 2016 году в селе Сабуровка открылся новый пожарно-спасательный пост. Он обеспечивает пожарную безопасность нового аэропортового комплекса Гагарин.
На окраине села Сабуровка свою деятельность осуществляет туристическая база отдыха "Подсолнух", готовая принять всех желающих отдохнуть на реке Волга. Здесь отдых организован круглогодично, есть свой ресторан, пляж.

## Достопримечательности
- Парк Победы, на территории которого установлен памятник погибшим воинам Великой Отечественной войны.
- На территории базы отдыха "Строитель" располагается монумент погибшим воинам афганцам.
- На сельском кладбище установлен памятник лётчикам-курсантам погибшим в годы Великой Отечественной войны.
- Местные власти в конце 2005 года передали Саратовской епархии одноэтажное здание в селе Сабуровка для размещения в нём храма. Организовано богослужение, престол во имя святителя Иннокентия, Архиепископа Саратовского и Пензенского[13].
- Пруд "Сабуровский", расположен рядом с населённым пунктом - отличное место для отдыха и рыбалки[14].

## Происшествия
В 1988 году неподалёку от села произошла катастрофа вертолёта Ми-8 с 8-ю военнослужащими на борту.

## Фотогалерея

### Село на фотографиях
- Виды села
- Взгляд на Волгу
- Волжские берега
- У Волги
- Детская площадка
- Вид на аэропорт

### Быт села
- Быт села
- Мемориал Героям войны
- Дом культуры
- Детский сад
- Здание Храма
- Здание школы